# Stanko Šimenc
Stanko Šimenc, slovenski literarni zgodovinar, prevajalec in publicist, * 11. maj 1934, † 14. julij 2008, Kranj.

## Življenje
Otroštvo in mladost je preživel v Kamniku, kjer je obiskoval osnovno šolo (1940–1945). Maturiral je na kamniški gimnaziji (1953), diplomiral iz slovenskega in srbohrvaškega jezika (1959). Magistriral iz novejše slovenske književnosti (1979) na Filozofski fakulteti v Ljubljani. V letih 1956–1959 je bil pomožni asistent za hrvaško in srbsko književnost pri Emilu Štamparju.
Služboval je v Kranju (1960–1982) kot profesor slovenskega jezika in književnosti in kasneje kot ravnatelj Srednje tekstilne in obutvene šole. Leta 1967 je prejel Prešernovo nagrado za publicistično dejavnost, ki jo je podeljevala Skupščina občine Kranj za območje Gorenjske. V letih 1981–1983 je bil predsednik  Slavističnega društva Kranj, v tem času je bil soorganizator republiškega tekmovanja v materinščini za Cankarjevo priznanje. V letih 1982–1987 je bil pedagoški svetovalec za slovenski jezik in književnost na Zavodu RS za šolstvo. Bil je direktor Prosvetnega delavca in glavni urednik pedagoškega strokovnoinformativnega časnika Šolski razgledi. S 1. 9. 2000 se je upokojil. Leta 2001 je prejel nagrado Republike Slovenije na področju učbenikov in učnih pripomočkov na področju srednjega šolstva. 

## Delo
Objavil je kritične zapise in razprave o slovenski književnosti in južnoslovanskih literaturah, precej dela je namenil šolskim berilom (je soavtor osnovnošolskih beril od 5. do 8. razreda, srednješolskih beril od  1. do 4. letnika in Slovenskega slovstva skozi stoletja), filmski vzgoji v šoli, filmski publicistiki in slovenski filmski zgodovini (Pot v filmski svet (1968), Slovenska klasično slovstvo v filmu (1979), Slovensko slovstvo v filmu (1983), Karol Grossmann (1985, 1995), Pisno sporočanje za vsakdanjo rabo (1987 in ponatisi), Vrednotenje filma (1994)). Napisal je spremne besede v delih Josip Vandot: Roža z Mucne gore (1984), Ivo Andrić: Izbrana krajša proza (1985), Borisav Stanković: Nečista kri (1992), Janko Traven: Pregled kinematografije pri Slovencih do leta 1918 (1992). 
Dobrih deset let je bil član izpitne komisije za profesorje (slovenski jezik) pri Ministrstvu za šolstvo in šport. Z referati je sodeloval na strokovnih zborovanjih in srečanjih (Slavistično društvo, Filozofska fakulteta v Ljubljani in Teden slovenskega filma v Celju). Kot predavatelj na seminarjih za filmsko vzgojo je bil v Kranju član uredniških odborov revij Sodobnost, Prostor in čas, Ekran in  Snovanja – priloga Gorenjskega glasa.

## Izbrana bibliografija
Monografije
- Slovensko klasično slovstvo v filmu. Ljubljana: Mestno gledališče ljubljansko, 1979 (Knjižnica MGL, 80). (COBISS)
- Slovensko slovstvo v filmu. Ljubljana: Mestno gledališče ljubljansko, 1983 (Knjižnica MGL, 91). (COBISS)
- Pisno sporočanje za vsakdanjo rabo. Ljubljana: Zavod Republike Slovenije za šolstvo in šport, 1992.(COBISS)
- Vrednotenje filma. Ljubljana: Zavod Republike Slovenije za šolstvo, 1994. (COBISS)
- Panorama slovenskega filma. Ljubljana: DZS, 1996. (COBISS)
- Med politiko in stroko. Kranj: samozal., 2004. (COBISS)

Soavtor osnovnošolskih in srednješolskih beril
- Gregor Kocijan, Stanko Šimenc: Vezi med ljudmi. Slovensko berilo za 7. razred osnovne šole. Ljubljana: Mladinska knjiga, 1987.(COBISS)
- Gregor Kocijan, Stanko Šimenc, Marijan Tršar: V nove zarje. Slovensko berilo za 8. razred osnovne šole. Ljubljana: Mladinska knjiga, 1989. (COBISS)
- Gregor Kocijan, Stanko Šimenc, Marijan Tršar: O domovina, ti si kakor zdravje. Slovensko berilo za šesti razred osnovne šole. Ljubljana: Mladinska knjiga, 1990. (COBISS)
- Gregor Kocijan, Stanko Šimenc, Marijan Tršar: Pozdravljeno, zeleno drevo. Slovensko berilo za peti razred osnovne šole. Ljubljana: Mladinska knjiga, 1991.(COBISS)
- Gregor Kocijan, Stanko Šimenc: Slovensko slovstvo skozi stoletje: učbenik za višje razrede osnovne šole. Ljubljana: Mladinska knjiga, 1992.(COBISS)
- Franček Bohanec, Peter Kolšek, Tine Logar, Stanko Šimenc: Berilo 2. Maribor: Obzorja 1994. (COBISS)
- Janko Kos, Peter Kolšek, Stanko Šimenc, Tine Logar, Andrijan Lah: Berilo 1. Maribor: Obzorja, 1997. (COBISS)

Članki in eseji
- Kranj skozi filmsko kamero do 9. maja 1945. Kranjski zbornik (1995). 232–235. (COBISS)
- Povojni Kranj v dokumentarnem filmu. Kranjski zbornik (2000). 128–135. (COBISS)
- Kranj in slovenski film. Kranjski zbornik (2005). 245–258. (COBISS)
- Prispevek Cirila Kosmača k slovenskemu filmu Arhivirano 2016-03-16 na Wayback Machine. Jezik in slovstvo 26/3 (1980), 90–97. (COBISS)
- Kekec v literaturi in filmu: Vandotove zgodbe o Kekcu in Galetovi filmski Kekci. V: EKRAN, revija za film in televizijo: 50 let: zbornik 1962-2012. Ljubljana: Slovenska kinoteka (2011). 100-107. (COBISS)